# MiCard
O miCard (do inglês Multiple Interface Card) é um formato de cartão de memória flash que é acessível não só através de portos USB como também de leitores de cartões MMC.
O novo formato foi anunciado a 2 de Junho de 2007 e aceite pela MultiMedia Card Association como uma norma global de cartões de memória flash para interoperar com a maioria dos equipamentos electrónicos. Desenvolvido pelo Industrial Technology Research Institute da Tailândia, desde o anúncio 12 companhias tailandesas (onde se inclui a A-Data Technology, Asustek, BenQ, Carry Computer Eng. Co., C-One Technology, DBTel, Power Digital Card Co. e RiCHIP) declararam a intenção de fabricar o novo formato de cartão de memória.

## Características
O formato miCard permite o seu uso não só através de um porto USB como também, com a ajuda dum adaptador, a partir de leitores de cartões SD e MMC. A capacidade de armazenamento de dados varia entre os 8 GB e os 2048 GB e a velocidade de transferência de dados será inicialmente de 480 Mbps (aproximadamente 60 MB/s), estando previsto que esse valor aumente.